# Grand icosidodécaèdre tronqué
En géométrie, le grand icosidodécaèdre tronqué est un polyèdre uniforme non-convexe, indexé sous le nom U68.

## Coordonnées cartésiennes
Les coordonnées cartésiennes pour les sommets d'un grand icosidodécaèdre tronqué centré à l'origine sont toutes les permutations paires de
(±τ, ±τ, ±(3−1/τ)),
(±2τ, ±1/τ, ±(1−2/τ)),
(±τ, ±1/τ2, ±(1+3/τ)),
(±(1+2/τ), ±2, ±(2−1/τ)) and
(±1/τ, ±3, ±2/τ),
où τ = (1+√5)/2 est le nombre d'or (quelquefois écrit φ).